# Acantholimon karamanicum
Acantholimon karamanicum är en triftväxtart som beskrevs av Akaydin och Doan. Acantholimon karamanicum ingår i släktet Acantholimon och familjen triftväxter. Inga underarter finns listade i Catalogue of Life.